# Ablaberoides
Ablaberoides es un género de escarabajos de la familia Melolonthidae.

## Especies seleccionadas
- Ablaberoides craso
- Ablaberoides dentilabris
- Ablaberoides fahraei
- Ablaberoides flavipennis
- Ablaberoides oscurifrons
- Ablaberoides pavoninus
- Ablaberoides tardus
- Ablaberoides testaceipennis